# Monastère de Longovárda
Le monastère de Longovárda (en grec moderne : Μονή Λογγοβάρδας) est un monastère orthodoxe masculin situé sur l'île de Paros, dans les Cyclades, en Grèce. 
Dédié à la Panagía Zoodóchos Pigí (« Sainte Vierge, Source de Vie »), il est considéré comme l'un des plus importants centres spirituels de l'Église orthodoxe grecque dans les Cyclades.

## Histoire
Le monastère est fondé en 1638 par le moine Christóforos Paleólogos, originaire de Náoussa. En 1652, il devient patriarcal et stavropégique, et son katholikon est achevé en 1657.
Entre 1800 et 1825, le monastère connaît une période de déclin, avant d'être revitalisé par les moines Philotheos et Hierotheos, venus du monastère de Zoodóchos Pigí (el) à Poros. Cette période (1825–1930) est considérée comme son « âge d'or ».
Durant l'occupation allemande, les moines ont joué un rôle humanitaire en aidant les habitants de Paros à survivre à la famine et en hébergeant des soldats alliés, au péril de leur vie.

## Architecture et patrimoine
Le monastère est construit dans le style byzantin, avec des influences cycladiques marquées par la blancheur des bâtiments. Le katholikon présente des fresques du XVIIe siècle et abrite des icônes précieuses. Une bibliothèque contient des manuscrits rares et des ouvrages anciens.

## Vie monastique
Le monastère est exclusivement masculin et abrite une dizaine de moines. Il est dirigé depuis 2001 par l'archimandrite Chrysostomos Pichos. Il comprend également un atelier d'hagiographie et un hospice pour les visiteurs.

## Accès et visite

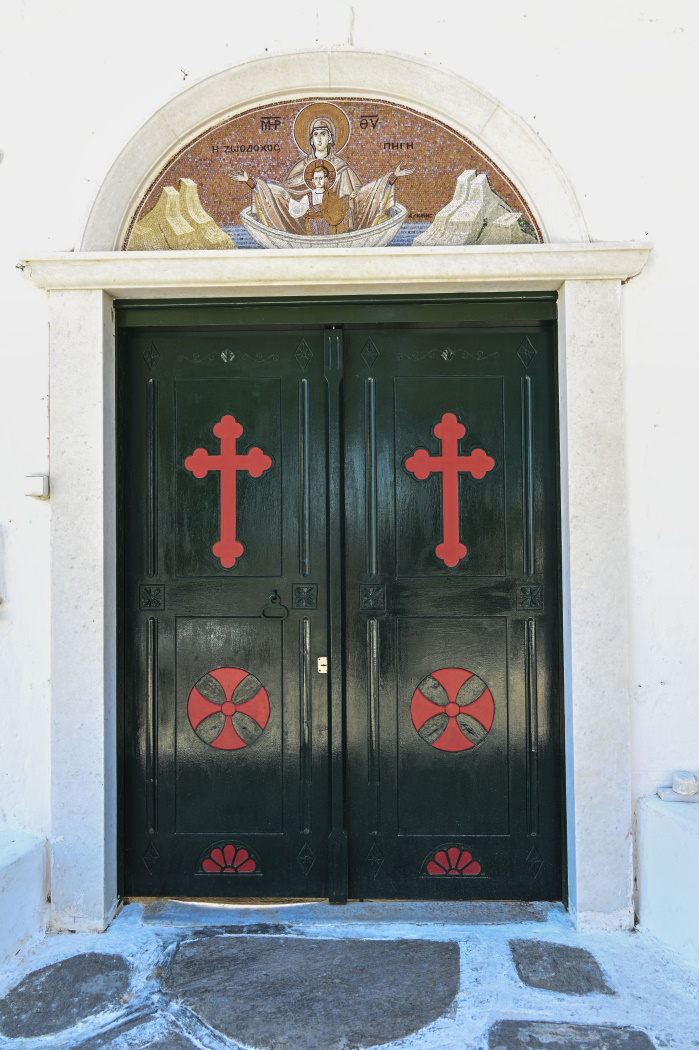
Porte d'entrée du monastère.

Situé à environ 5 km au nord-est de Parikiá, le monastère est accessible par la route menant à Náoussa. Les visites sont autorisées uniquement aux hommes, et une tenue décente est exigée. Le monastère est ouvert le matin.

## Fêtes religieuses
La principale célébration a lieu le vendredi de la Semaine radieuse, en l'honneur de la Panagía Zoodóchos Pigí.